# 1984년 상업 우주 발사법
1984년 상업 우주 발사법(영어: Commercial Space Launch Act of 1984)은 우주 산업의 상업화와 우주 기술의 민간 기업을 촉진하기 위해 제정된 미국 연방 법률이다. 이 입법은 정보기술 서비스, 원격탐사 기술, 통신 산업에서 기업가적 벤처 기업이 제공하는 혁신적인 장비와 서비스를 획득하기 위한 노력을 규정했다. 이 법은 미국 민간 부문이 상업용 우주발사체, 궤도 인공위성을 개발하고 민간 운영과 발사대 및 서비스를 제공할 수 있는 역량을 가지고 있음을 인정했다. 이 법은 또한 상업용 발사를 감독하고 조정하며, 면허 및 허가를 발행하고, 안전 기준을 촉진하는 의무를 교통부 장관에게 할당했다.
H.R. 3942 입법은 제98차 의회 회기에서 제정되어 1984년 10월 30일 로널드 레이건 대통령에 의해 서명되었다.

## 역사
1970년대, NASA는 자사의 발사 시설 및 서비스 사용을 COMSAT, RCA, Western Union과 같은 민간 기업에 아웃소싱하는 방법을 찾기 시작했다. 이러한 탐색은 소모성 발사체를 발사하는 데 필요한 유지 보수, 수정, 발사 및 기타 업무에 수십억 달러 이상이 들었기 때문이다. 우주왕복선이 운용되기 시작하자 NASA와 미국 공군은 거의 전적으로 우주왕복선을 사용하기 시작했다. 우주왕복선 발사 시스템의 무거운 무게를 수용하기 위해 미 공군은 밴덴버그 우주군 기지의 한 발사대를 수정하는 데 수십억 달러를 지출했다. 그러나 그것은 결코 사용되지 않았다.

## 법 조항
미국 미국 법전 51편 부제 V 및 509장은 미국 민간 우주 프로그램의 상업적 기회와 우주 발사 서비스를 활성화하기 위해 23개의 법전 섹션으로 구성되었다.
51 U.S.C. § 50901 - 발견 및 목적
51 U.S.C. § 50902 - 정의
51 U.S.C. § 50903 - 일반 권한
51 U.S.C. § 50904 - 발사, 운영 및 재진입 제한
51 U.S.C. § 50905 - 면허 신청 및 요건
51 U.S.C. § 50906 - 실험 허가
51 U.S.C. § 50907 - 모니터링 활동
51 U.S.C. § 50908 - 면허의 유효 기간, 수정, 중단 및 취소
51 U.S.C. § 50909 - 발사, 발사 장소 및 재진입 장소 운영 및 재진입 금지, 중단 및 종료
51 U.S.C. § 50910 - 예정된 발사 또는 재진입의 선점
51 U.S.C. § 50911 - 우주 광고
51 U.S.C. § 50912 - 행정 심리 및 사법 검토
51 U.S.C. § 50913 - 미국 정부 재산 및 서비스 획득
51 U.S.C. § 50914 - 책임 보험 및 재정 책임 요건
51 U.S.C. § 50915 - 책임 보험 및 재정 책임 요건을 초과하는 청구 지불
51 U.S.C. § 50916 - 정보 공개
51 U.S.C. § 50917 - 집행 및 처벌
51 U.S.C. § 50918 - 협의
51 U.S.C. § 50919 - 다른 행정 기관, 법률 및 국제 의무와의 관계
51 U.S.C. § 50920 - 사용자 수수료
51 U.S.C. § 50921 - 상업 우주 수송국
51 U.S.C. § 50922 - 규정
51 U.S.C. § 50923 - 의회 보고

## 1984년 법 개정안
1984년 상업 우주 발사법의 연대기적 개정안.
| 제정일           | 공법 번호    | 미국 성문법 인용 | 미국 입법 법안 | 미국 대통령 행정부 |
| ---------------- | ------------ | ---------------- | -------------- | ------------------ |
| 1988년 11월 15일 | P.L. 100-657 | 102 Stat. 3900   | H.R. 4399      | 로널드 W. 레이건   |
| 2004년 12월 23일 | P.L. 108-492 | 118 Stat. 3974   | H.R. 5382      | 조지 W. 부시       |

## 같이 보기
- 상업용 궤도 운송 서비스
- 우주의 상업적 이용
- 뉴 스페이스
- Office of Commercial Space Transportation
- 민간 우주 비행
- 우주 광고
- 민간 우주 비행 타임라인